# Киреев, Антон Валерьевич
Антон Валерьевич Киреев (род. 23 мая 1972 года в городе Москве, РСФСР, СССР) — российский политический деятель, депутат Государственной Думы ФС РФ первого созыва.

## Биография
Окончил Медицинское училище N 1 в городе Москва. Работал в сфере торговли. Член ЛДПР.
В июне 1995 года получил мандат депутата Государственной думы Федерального Собрания Российской Федерации первого созыва, в связи с досрочным прекращением полномочий и поступлением на государственную службу Митрофановой Э. В. и в соответствии с Постановлением Государственной думы № 920-I ГД от 23.06.1995 «Об изменениях в составе депутатов Государственной Думы ФС РФ». Обязанности депутата исполнял до декабря 1995 года.
В Государственной думе был членом фракции Либерально-демократической партии России.